# Badr al-Dschamali
Badr al-Dschamali († 1094; arabisch بدر الجمالي, DMG Badr al-Ǧamālī) war Wesir und faktischer Herrscher des Fatimidenreiches (1074–1094).

## Leben
Badr al-Dschamali war gebürtig ein armenischer Sklave des syrischen Emir Dschamal al-Daula Ibn 'Ammar. Er war unter Kalif al-Mustansir (1036–1094) Statthalter von Damaskus im heutigen Syrien. Nach dem Staatsbankrott und den Wirren im Fatimidenreich wurde er von al-Mustansir mit außerordentlichen Vollmachten zu Befriedung des Reiches ausgestattet. So wurde er zum Oberbefehlshaber des Heeres (arab. amīr al-ğuyūš – Befehlshaber der Heere), zum obersten Richter (Ober-Kadi) und zum Oberhaupt der fatimidischen Missionsorganisation (Ober-Dai'i) ernannt. Ersterer Titel war auch seine übliche Anrede. Mit seinen armenischen Truppen intervenierte er 1073 in Ägypten und befreite Kairo im Jahre 1074, welches zwei Jahre zuvor von Seldschuken besetzt wurde.
Bis 1077 gelang ihm die Befriedung des Landes, vor allem wurden die rebellischen Stämme unterworfen und Alexandria erobert. In der Folgezeit gelang Badr die erfolgreiche Reorganisation des Verwaltungs- und Steuerapparates. Durch die Senkung der Abgaben für die Bauern und die Förderung der Außenhandels gelang auch wieder die Belebung der Wirtschaft, die seit der Mitte des 11. Jahrhunderts durch die hohe Steuerlast zur Finanzierung der Expansionspolitik der Fatimiden erheblichen Schaden genommen hatte. Durch den Aufschwung der Wirtschaft gelang auch bald wieder die Sanierung der Staatsfinanzen.
Durch die Reorganisation der Reichsverwaltung gelang es Badr, die Dynastie der Fatimiden zumindest in Ägypten zu retten. Syrien konnte auch von ihm nicht gegen seit 1071 andauernde Feldzüge der Seldschuken unter Atsiz gehalten werden. So musste 1076 Damaskus endgültig aufgegeben werden. Nur Akkon und Askalon an der palästinensischen Küste konnten von den Fatimiden gehalten werden. Ein direkter Angriff der Seldschuken unter Atsiz auf Ägypten konnte aber im Nildelta abgewehrt werden. Diese Bedrohung führte auch zur Errichtung der neuen Stadtbefestigung von Kairo (1087), von der heute noch die drei Tore Bab Zuweila, Bab al-Futuh und Bab an-Nasr zu sehen sind. Gegen Ende der Regentschaft konnten wieder Erfolge gegen die Seldschuken erzielt werden, als 1089 die Häfen an der palästinensischen Küste bis nach Tyros erobert wurden.

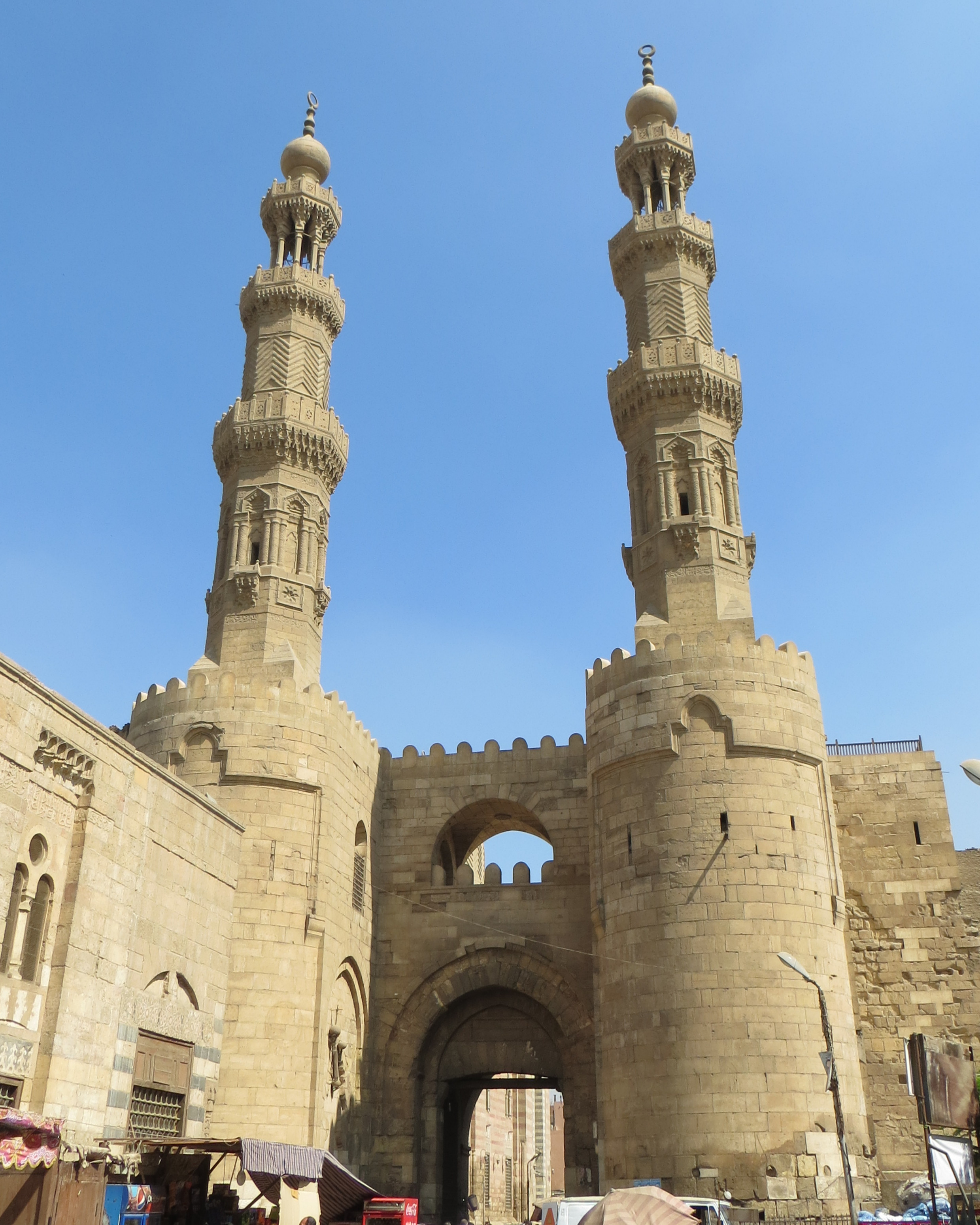
Bab Zuweila mit den beiden Minaretten auf den Tortürmen
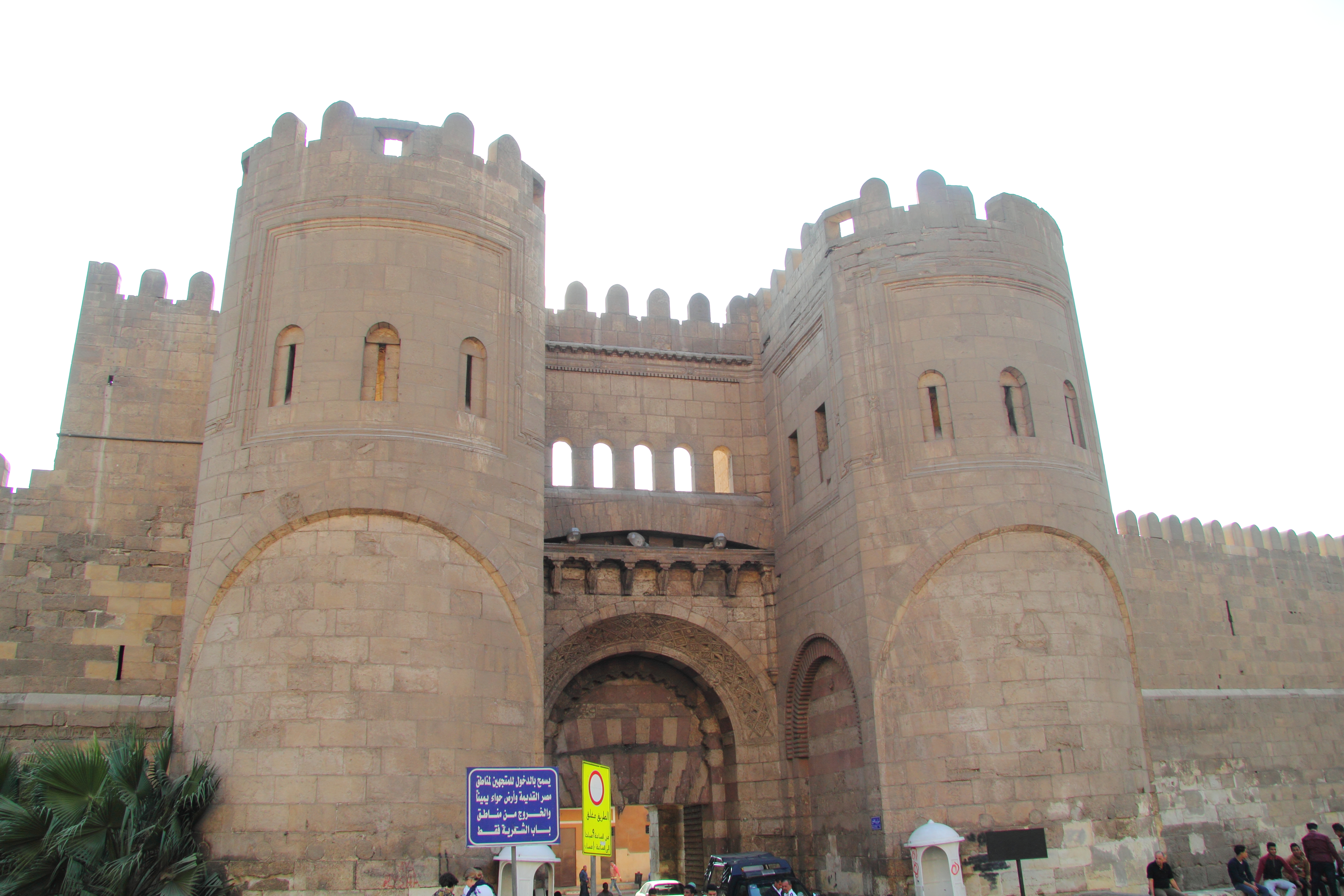
Bab al-Futuh
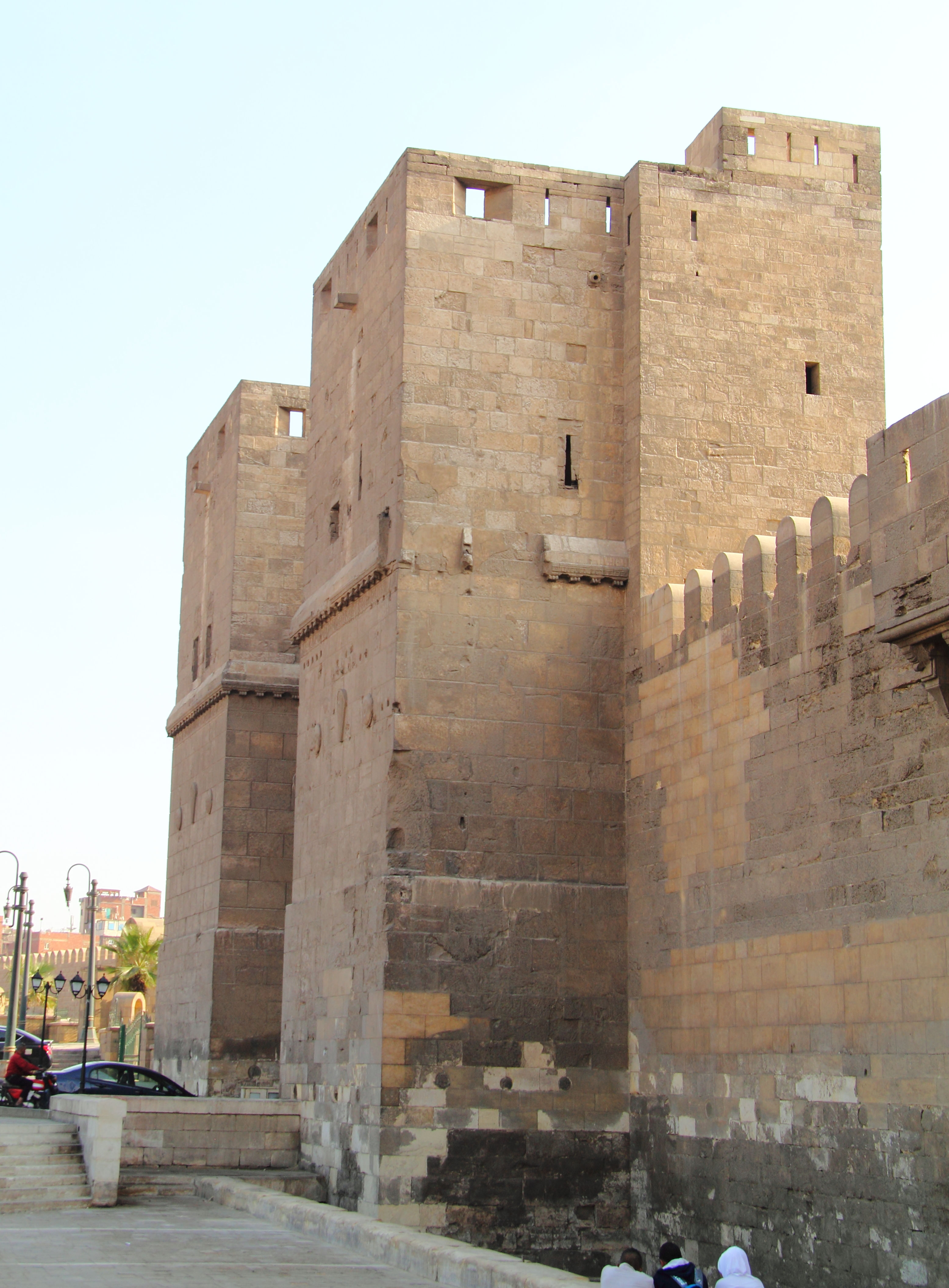
Bab an-Nasr

Die Macht von Badr al-Dschamali als Wesir der Fatimiden war so groß, dass nach seinem Tod sein Sohn al-Afdal Schahanschah (1094–1121) ohne Probleme die Herrschaft fortführen konnte.

## Privatleben

### Familie des Badr al-Dschamali
| al-Mustansir Kalif 1036–1094 | al-Mustansir Kalif 1036–1094 | al-Mustansir Kalif 1036–1094 | al-Mustansir Kalif 1036–1094 | al-Mustansir Kalif 1036–1094 | al-Mustansir Kalif 1036–1094 |  |  |   |   |   |   |   |   |  |  | Badr al-Dschamali Wesir 1074–1094            | Badr al-Dschamali Wesir 1074–1094            | Badr al-Dschamali Wesir 1074–1094            | Badr al-Dschamali Wesir 1074–1094            | Badr al-Dschamali Wesir 1074–1094            | Badr al-Dschamali Wesir 1074–1094            |  |  |  |  |  |  |  |  |  |  |  |  |
| al-Mustansir Kalif 1036–1094 | al-Mustansir Kalif 1036–1094 | al-Mustansir Kalif 1036–1094 | al-Mustansir Kalif 1036–1094 | al-Mustansir Kalif 1036–1094 | al-Mustansir Kalif 1036–1094 |  |  |   |   |   |   |   |   |  |  | Badr al-Dschamali Wesir 1074–1094            | Badr al-Dschamali Wesir 1074–1094            | Badr al-Dschamali Wesir 1074–1094            | Badr al-Dschamali Wesir 1074–1094            | Badr al-Dschamali Wesir 1074–1094            | Badr al-Dschamali Wesir 1074–1094            |  |  |  |  |  |  |  |  |  |  |  |  |
|                              |                              |                              |                              |                              |                              |  |  |   |   |   |   |   |   |  |  |                                              |                                              |                                              |                                              |                                              |                                              |  |  |  |  |  |  |  |  |  |  |  |  |
| al-Mustali Kalif 1094–1101   | al-Mustali Kalif 1094–1101   | al-Mustali Kalif 1094–1101   | al-Mustali Kalif 1094–1101   | al-Mustali Kalif 1094–1101   | al-Mustali Kalif 1094–1101   |  |  | ? | ? | ? | ? | ? | ? |  |  | al-Afdal Schahanschah Wesir 1094–1121        | al-Afdal Schahanschah Wesir 1094–1121        | al-Afdal Schahanschah Wesir 1094–1121        | al-Afdal Schahanschah Wesir 1094–1121        | al-Afdal Schahanschah Wesir 1094–1121        | al-Afdal Schahanschah Wesir 1094–1121        |  |  |  |  |  |  |  |  |  |  |  |  |
| al-Mustali Kalif 1094–1101   | al-Mustali Kalif 1094–1101   | al-Mustali Kalif 1094–1101   | al-Mustali Kalif 1094–1101   | al-Mustali Kalif 1094–1101   | al-Mustali Kalif 1094–1101   |  |  | ? | ? | ? | ? | ? | ? |  |  | al-Afdal Schahanschah Wesir 1094–1121        | al-Afdal Schahanschah Wesir 1094–1121        | al-Afdal Schahanschah Wesir 1094–1121        | al-Afdal Schahanschah Wesir 1094–1121        | al-Afdal Schahanschah Wesir 1094–1121        | al-Afdal Schahanschah Wesir 1094–1121        |  |  |  |  |  |  |  |  |  |  |  |  |
|                              |                              |                              |                              |                              |                              |  |  |   |   |   |   |   |   |  |  |                                              |                                              |                                              |                                              |                                              |                                              |  |  |  |  |  |  |  |  |  |  |  |  |
|                              |                              |                              |                              |                              |                              |  |  |   |   |   |   |   |   |  |  |                                              |                                              |                                              |                                              |                                              |                                              |  |  |  |  |  |  |  |  |  |  |  |  |
| al-Amir Kalif 1101–1130      | al-Amir Kalif 1101–1130      | al-Amir Kalif 1101–1130      | al-Amir Kalif 1101–1130      | al-Amir Kalif 1101–1130      | al-Amir Kalif 1101–1130      |  |  | ? | ? | ? | ? | ? | ? |  |  | Abu Ali Ahmad „Kutaifat“ Herrscher 1130–1131 | Abu Ali Ahmad „Kutaifat“ Herrscher 1130–1131 | Abu Ali Ahmad „Kutaifat“ Herrscher 1130–1131 | Abu Ali Ahmad „Kutaifat“ Herrscher 1130–1131 | Abu Ali Ahmad „Kutaifat“ Herrscher 1130–1131 | Abu Ali Ahmad „Kutaifat“ Herrscher 1130–1131 |  |  |  |  |  |  |  |  |  |  |  |  |
| al-Amir Kalif 1101–1130      | al-Amir Kalif 1101–1130      | al-Amir Kalif 1101–1130      | al-Amir Kalif 1101–1130      | al-Amir Kalif 1101–1130      | al-Amir Kalif 1101–1130      |  |  | ? | ? | ? | ? | ? | ? |  |  | Abu Ali Ahmad „Kutaifat“ Herrscher 1130–1131 | Abu Ali Ahmad „Kutaifat“ Herrscher 1130–1131 | Abu Ali Ahmad „Kutaifat“ Herrscher 1130–1131 | Abu Ali Ahmad „Kutaifat“ Herrscher 1130–1131 | Abu Ali Ahmad „Kutaifat“ Herrscher 1130–1131 | Abu Ali Ahmad „Kutaifat“ Herrscher 1130–1131 |  |  |  |  |  |  |  |  |  |  |  |  |

### Trivia
Badr al-Dschamali besaß mehrere Sängersklavinnen. Namentlich bekannt sind Safiya und Aina. Sie werden in der klassisch-arabischen Literatur etwa von Ibn Fadlallah al-Umari (1301–1349) in seinem Lexikal-Werk Masālik al-abṣār fī mamālik al-amṣār erwähnt.